# Penarukan (Adiwerna)
Penarukan is een bestuurslaag in het regentschap Tegal van de provincie Midden-Java, Indonesië. Penarukan telt 5204 inwoners (volkstelling 2010).